# Jan Commelin

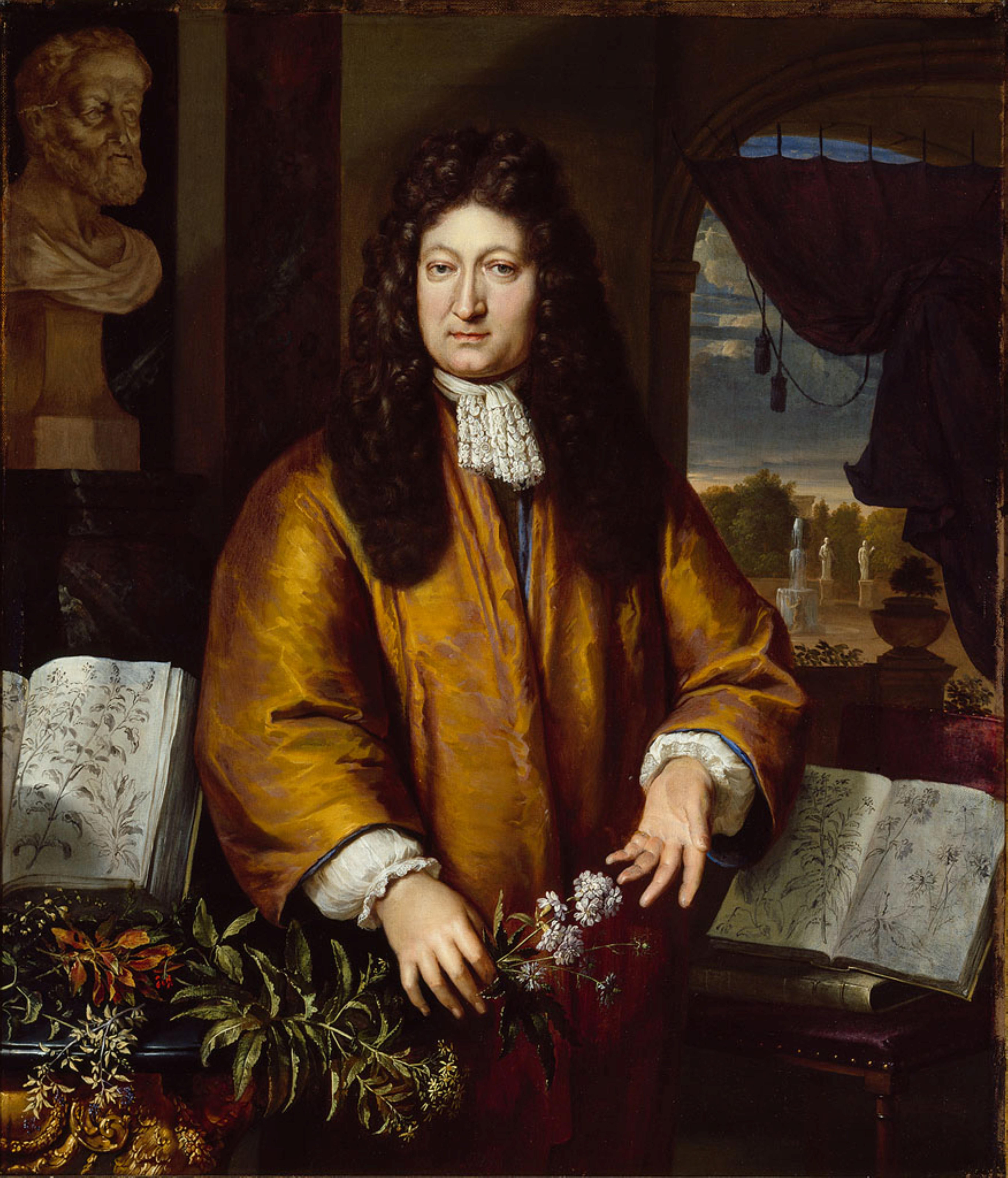
Ritratto di Jan Commelin, eseguito da Gerard Hoet

Jan Commelin, o Joannes Commelinus (Leida, 23 aprile 1629 – Amsterdam, 19 gennaio 1690 o 1692), è stato un mercante e botanico olandese del secolo d'oro.

## Biografia

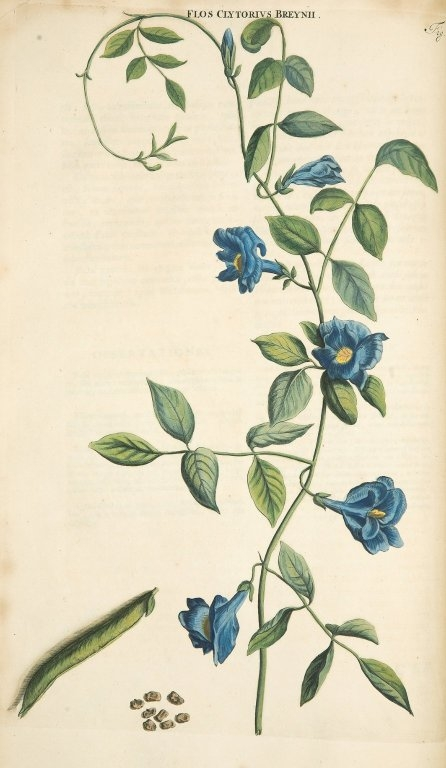
Flos clytorivs Breynii

Figlio dell'editore di Leida, nonché storico di Amsterdam Isaak Commelin e di Cornelia Bouwer, operò ad Amsterdam tra il 1655 e il 1692 come fornitore di piante medicinali per farmacisti e orti botanici. Dopo gli studi di medicina e botanica, ottenne la cattedra di botanica all'Università e nel 1672 fu nominato dallo Stadtholder Guglielmo III componente del Consiglio di Amsterdam. Nel 1682 fu tra i fautori della costituzione dell'Orto botanico e si adoperò per documentarne le piante. Pubblicò Le Esperidi olandesi , o la coltivazione di Limoni e Aranci (Amsterdam, 1676), il Catalogus plantarum Indigenarum Hollandiae (Amsterdam, 1683) e il Cataloqus plantarum Horti medici Amstelodamensis, pars prior (Amsterdam, 1689). Ottenuta postuma nel 1697 la licenza per la produzione di stampe da disegni, il nipote Caspar terminò di realizzare il catalogo in due volumi delle piante dell'Orto botanico di Amsterdam, il Horti Medici Amstelodamensis rariorum historia plantarum (1697-1701). Tale catalogo contiene stampe rappresentanti le varie piante officinali, realizzate a partire dagli acquerelli di Maria e Jan Moninckx. Jan Commelin si occupò, inoltre, della coltivazione di piante tropicali nella sua tenuta Zuyderhout nei pressi di Haarlem.